# Elsham
Elsham är en ort och civil parish i Storbritannien.   Den ligger i kommunen North Lincolnshire och riksdelen England, i den sydöstra delen av landet, 230 km norr om huvudstaden London. Elsham ligger 26 meter över havet och antalet invånare är 363.
Terrängen runt Elsham är platt. Runt Elsham är det ganska tätbefolkat, med 111 invånare per kvadratkilometer. Närmaste större samhälle är Kingston upon Hull, 17,8 km norr om Elsham. Trakten runt Elsham består till största delen av jordbruksmark.